# Bärbroicher Höhe
Die Bärbroicher Höhe ist eine kleinteilige Naturräumliche Einheit mit der Ordnungsnummer 338.224 innerhalb der Südbergischen Hochfläche (Ordnungsnummer 338.2) im Bergischen Land, einem Teil des Rheinischen Schiefergebirges.
Sie umfasst den Bereich zwischen dem Kürtener Ortsteil Biesfeld und den Bergisch Gladbacher Ortsteilen Herkenrath und Bärbroich. Die Bärbroicher Höhe wird laut dem Handbuch der naturräumlichen Gliederung Deutschlands im Uhrzeigersinn von der Paffrather Kalksenke (Ordnungsnummer 338.23) im Westen, der Kürtener Hochfläche (338.220) im Norden, die Sülzsenken und -rücken (338.225) im Osten und der Sülzhochfläche (338.41) im Süden umgeben.